# 鹿田淳史
鹿田 淳史（しかた あつし、1958年9月13日 - 2003年4月14日）は日本の彫刻家である。京都市出身。京都市立日吉ヶ丘高等学校、金沢美術工芸大学彫刻科卒業。メキシコ国立自治大学造形学部大学院修了。
2003年4月14日、胃癌のため死去。

## 個展
- 1981年 - ギャラリー射手座、京都
- 1982年 - メキシコ国立自治大学大学院ギャラリー、メキシコ市
- 1983年 - メルクープ画廊、メキシコ市
- 1985年 - ホワンマルティン画廊、メキシコ市
- 1986年 - ギャラリーアートセンター、京都
- 1987年 - 江寿画廊、京都。ラファエルマトス画廊、メキシコ市
- 1988年 - アートスクエア宝塚
- 1989年 - ビバメヒコ画廊、カラカス、江寿画廊、京都
- 1992年 - 髙島屋、大阪
- 1994年 - ギャラリー正観堂、京都
- 1995年 - 織絵ギャラリー、東京
- 2000年 - ギャラリーせいほう、東京

## 主なグループ展
- 1978年・1984年 - 京都彫刻美術展、京都
- 1979年 - 金沢彫刻展「零から無限へ」、金沢
- 1981年 - びわこ現代彫刻優秀作品展、守山
- 1985年
  - 第二回SHOEBOX国際彫刻展、ハワイ大学ギャラリー
  - アメリカ巡回展
- 1988年 - 第十一回神戸須磨離宮公園現代彫刻展で宇部市野外彫刻美術館賞受賞
- 1989年
  - 京都選抜美術館「次代を担う作家展」、京都
  - 六甲アイランドシティー彫刻展で優秀賞受賞、神戸
  - 鹿島彫刻コンクールで銀賞受賞、東京
  - 第六回ヘンリームーア大賞展でエミリオグレコ特別優秀賞受賞、長野
  - 近松モニュメント彫刻コンクールでグランプリ受賞、尼崎
  - 第十八回丸ノ内仲通り彫刻展、東京
- 1990年
  - 東京都オブジェコンペティションで佳作賞、東京
  - メキシコ国立自治大学美術館国際国際彫刻展シンポウム招待出品、メキシコ市
  - 小田原城野外彫刻展で優秀賞受賞、小田原
  - 大阪府立花の文化園彫刻家指名コンペで1位、大阪
- 1991年
  - ハフナルフフィヨルデル国際アートフェスティバル招待出品、アイスランド
  - 第七回現代作家タピストリと彫刻展、草月ギャラリー、東京
  - 第十四回現代日本彫刻展招待出品で兵庫県立近代美術館賞受賞、宇部
  - 第二回五木の子守唄彫刻コンクールで大賞受賞、熊本
- 1992年
  - 第二十回長野市野外彫刻賞受賞、長野
  - 第十三回神戸須魔離宮公園現代彫刻展で京都国立近代美術館賞須魔離宮公園賞を受賞
- 1993年
  - 日本金属造形作家展、東京
  - 第一回フジサンケイ国際彫刻ビエンナーレで美ヶ原高原美術館賞受賞、長野
- 1994年 - 第十四回神戸須磨離宮公園現代彫刻展で朝日新聞社賞受賞、神戸
- 1995年 - 第十回国民文化祭で西那須野町実行委員会会長賞受賞、栃木県
- 1997年
  - 第四回倉敷まちかどの彫刻展で優秀賞受賞
  - アートヒル三好ヶ丘彫刻フェスタで特選、愛知県
- 1998年
  - 2人展 ギャルリー正觀堂、京都
  - 第十五回神戸須磨離宮公園現代彫刻展で土方定一記念賞受賞
- 1999年
  - グループSHOKAN展、京都市勧業館
  - 第五回コモディティーアート展、東京
- 2000年 - 芸術祭典・京を創る、京都醍醐寺

## 主なコレクション
金沢美術工芸大学/メキシコ国立自治大学/ハワイ大学/大阪学院大学/新潟工科大学/石川県理美容学校/青山音楽記念館/アイスランド/カラカス/大連/鹿島建設/尼崎市/東京都保谷市/大阪府立花の文化園/福生市みなみ公園/世田谷区運動公園/横浜銀行/宇部市野外彫刻美術館/兵庫県立近代美術館/美ヶ原高原美術館/大阪サンケイビル/テレコミュニケーションビル/ベネッセコーポレーションビル/半田市板山公民館/倉敷市役所/明石海峡大橋舞子公園